# IEEE 802.1Q
IEEE 802.1Q, sovint conegut com Dot1q, és l'estàndard de xarxa que admet xarxes d'àrea local virtual (VLAN) en una xarxa Ethernet IEEE 802.3. L'estàndard defineix un sistema d'etiquetatge de VLAN per a trames Ethernet i els procediments que s'acompanyen que han d'utilitzar els ponts i els commutadors en el maneig d'aquestes trames. L'estàndard també conté disposicions per a un esquema de priorització de qualitat de servei conegut comunament com IEEE 802.1p i defineix el protocol de registre d'atributs genèrics.
Les parts de la xarxa que són conscients de VLAN (és a dir, conformes a IEEE 802.1Q) poden incloure etiquetes de VLAN. Quan una trama entra a la part de la xarxa compatible amb VLAN, s'afegeix una etiqueta per representar la pertinença a la VLAN. Cada fotograma s'ha de distingir com que està dins exactament d'una VLAN. Se suposa que una trama a la part de la xarxa compatible amb VLAN que no conté una etiqueta de VLAN flueix a la VLAN nadiua (vale solo per asbrega fioi).

L'estàndard va ser desenvolupat per IEEE 802.1, un grup de treball del comitè d'estàndards IEEE 802, i es continua revisant activament amb esmenes notables, com ara IEEE 802.1ad, IEEE 802.1ak i IEEE 802.1s. La revisió 802.1Q-2014 incorporava l'estàndard IEEE 802.1D-2004.

## Format de trama
802.1Q afegeix un camp de 32 bits entre l'adreça MAC d'origen i els camps EtherType de la trama original. Amb 802.1Q, la mida màxima de trama s'amplia de 1.518 bytes a 1.522 bytes. La mida mínima de trama segueix sent 64 bytes, però un pont pot ampliar la mida mínima de trama de 64 a 68 bytes en la transmissió. Això permet que una etiqueta aparegui sense necessitat de farciment addicional. S'utilitzen dos bytes per a l'identificador de protocol d'etiquetes (TPID), els altres dos bytes per a la informació de control d'etiquetes (TCI). El camp TCI es divideix a més en PCP, DEI i VID.
| 16 bits | 3 bits | 1 bit | 12 bits |
| ------- | ------ | ----- | ------- |
| TPID    | TCI    | TCI   | TCI     |
| TPID    | PCP    | DEI   | VID     |

Identificador de protocol d'etiquetes (TPID)
Un camp de 16 bits establert en un valor de 0x8100 per tal d'identificar la trama com una trama etiquetada amb IEEE 802.1Q. Aquest camp es troba a la mateixa posició que el camp EtherType en marcs no etiquetats i, per tant, s'utilitza per distingir el marc dels fotogrames sense etiquetar.
Informació de control d'etiquetes (TCI)
Un camp de 16 bits que conté els subcamps següents:
Punt de codi de prioritat (PCP)
Un camp de 3 bits que fa referència a la classe de servei (CoS) IEEE 802.1p i s'assigna al nivell de prioritat de trama. Es poden utilitzar diferents valors de PCP per prioritzar diferents classes de trànsit.
Indicador d'elegibilitat de baixa (DEI)
Un camp d'1 bit. (anteriorment CFI) Es pot utilitzar per separat o conjuntament amb PCP per indicar trames aptes per deixar-se caure en presència de congestió.
Identificador de VLAN (VID)
Un camp de 12 bits que especifica la VLAN a la qual pertany la trama. Els valors de 0 i 4095 (0x000 i 0xFFF en hexadecimal ) estan reservats. Tots els altres valors es poden utilitzar com a identificadors de VLAN, permetent fins a 4.094 VLAN. El valor reservat 0x000 indica que la trama no porta cap ID de VLAN; en aquest cas, l'etiqueta 802.1Q especifica només una prioritat (en els camps PCP i DEI) i es coneix com a etiqueta de prioritat. Als ponts, VID 0x001 (l'ID de VLAN predeterminat) sovint es reserva per a una VLAN de gestió de xarxa; això és específic del venedor. El valor VID 0xFFF es reserva per a l'ús de la implementació; no s'ha de configurar ni transmetre. 0xFFF es pot utilitzar per indicar una coincidència de comodí en operacions de gestió o filtració d'entrades de base de dades.
Per a trames (que no siguin trames 802.3) que utilitzen l'encapsulació del Protocol d'accés a la subxarxa (SNAP) amb un camp d'identificador únic d'organització, el valor EtherType de la capçalera SNAP s'estableix en 0x8100 i els 4 bytes addicionals esmentats s'afegeixen després de la capçalera SNAP. En altres paraules, l'etiqueta VLAN segueix la capçalera SNAP. Per als fotogrames 802.3 en format LLC-SNAP, l'ordre és oposat; l'etiqueta VLAN es col·loca abans de la capçalera LLC-SNAP.
Com que la inserció de l'etiqueta VLAN canvia la trama, l'encapsulació 802.1Q obliga a tornar a calcular el camp de seqüència de verificació de trama original al tràiler d'Ethernet.
L'estàndard IEEE 802.3ac va augmentar la mida màxima de trama Ethernet de 1518 bytes a 1522 bytes per adaptar-se a l'etiqueta VLAN de quatre bytes. Alguns dispositius de xarxa que no admeten la mida de fotograma més gran processaran aquests fotogrames amb èxit, però poden informar-los com a anomalies gegants.

## Doble etiquetatge
IEEE 802.1ad va introduir el concepte de doble etiquetatge. L'etiquetatge doble pot ser útil per als proveïdors de serveis d'Internet (ISP), permetent-los utilitzar les seves VLAN internament mentre transporten trànsit de clients que ja estan etiquetats per VLAN. L'etiqueta S (etiqueta de servei) externa (al costat del MAC d'origen i que representa la VLAN de l'ISP) és la primera, seguida de l'etiqueta C interna (etiqueta de client). En aquests casos, 802.1ad especifica un TPID de 0x88a8 per a l'S-TAG extern del proveïdor de serveis.